# Sparkasse Aplerbeck

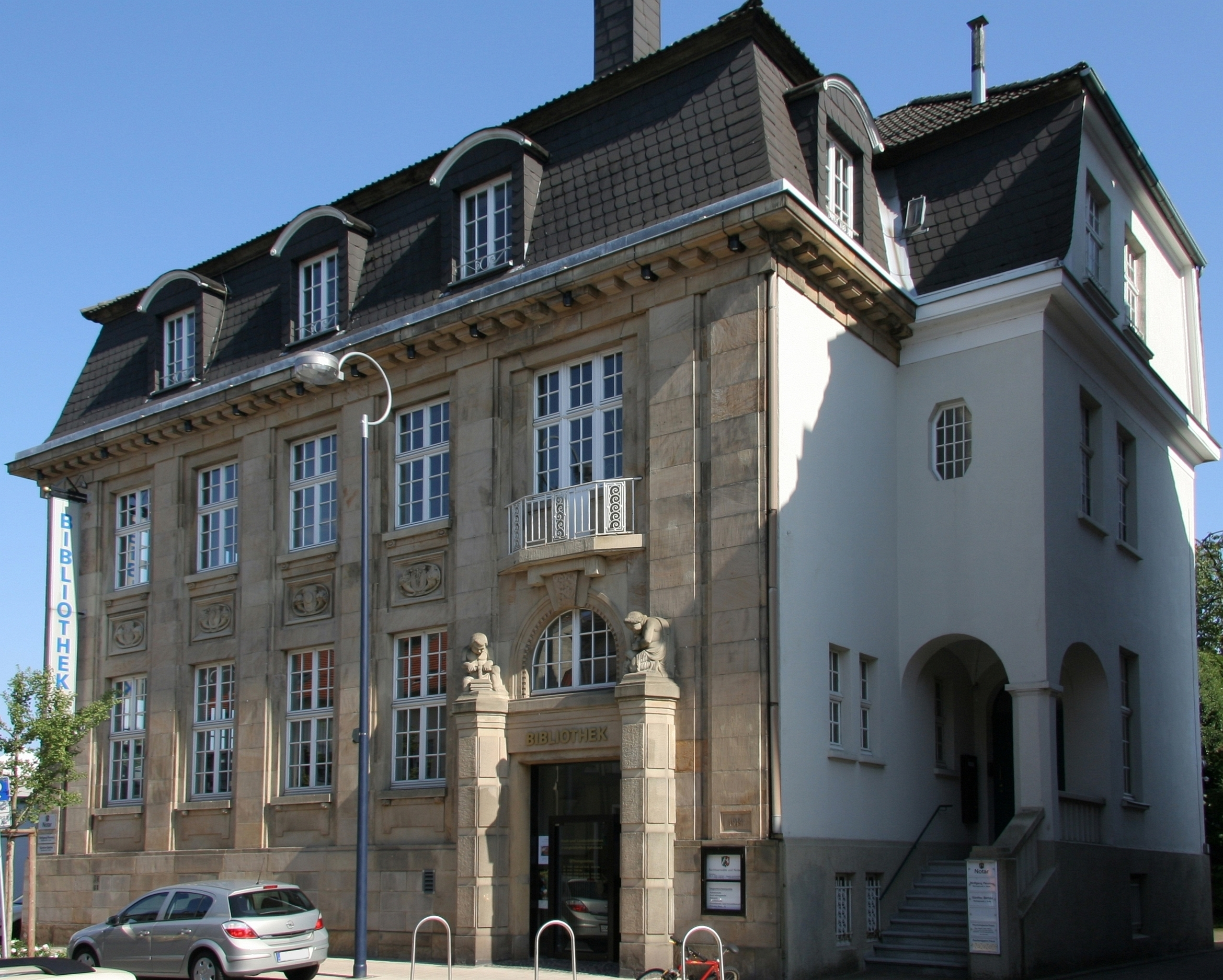
Sparkasse (2009)

Die ehemalige Sparkasse in Aplerbeck, einem Stadtteil von Dortmund, ist ein 1914–1915 nach einem Entwurf des Amtsbaumeisters Wilhelm Stricker errichtetes und unter Denkmalschutz (Denkmalnummer A 0383) stehendes Büro- und Geschäftshaus auf dem Eckgrundstück Köln-Berliner-Straße 31 / Lohoffstraße 10.

## Geschichte
Errichtet wurde das Gebäude für die Sparkasse des damaligen Amtes Aplerbeck. Als Folge von dessen Eingemeindung nach Dortmund im Jahr 1929 ging diese auf die Stadtsparkasse Dortmund über. Noch während der Erbauungsphase wurde der entwerfende Architekt Wilhelm Stricker im Frühjahr 1915 zum Kriegsdienst in den Ersten Weltkrieg einberufen, weshalb die Fortführung des 1914 begonnenen Bauwerks unter der Leitung des Bauamts-Assistenten Jungholt von der Gemeinde-Bauverwaltung stand. Die Eröffnung erfolgte am 17. September 1915 unter der damaligen Anschrift Chausseestraße 31.
Das Baudenkmal wird heute durch die Stadt- und Landesbibliothek Dortmund genutzt, die hier die „Zweigbibliothek Aplerbeck“ unterhält. Ferner ist ein Notariat in dem Gebäude niedergelassen.

## Beschreibung
Der L-förmige Bau von 5 zu 8 Achsen kommt mit seiner Hauptseite von 18 Meter Breite, bei einer Tiefe von 13 Metern zur Köln-Berliner-Straße zum Stehen. Neben einem Souterrain verfügt er über zwei Vollgeschosse und schließt nach oben mit einem abgewalmten Mansarddach ab, das bei Erstellung 1915 zu Wohnzwecken ausgebaut wurde. Am Ende der beiden Flügel befinden sich seitlich zurückversetzt Seiteneingänge nebst Treppenhaus zu dem Ober- und Dachgeschoss. Das ursprünglich die Sparkasse aufnehmende Parterre wird über einen zur rechten gelegenen Haupteingang an der Köln-Berliner-Straße erschlossen, der zur linken und rechten von zwei Plastiken bekrönt ist. Der Mann zur rechten schüttet einen Sack voller Geldmünzen aus, jener zur linken presst die Zinsen aus einem Sparbuch. Zur rechten des Portals ist ein Stein mit der Inschrift 1914 (Jahr des Baubeginns) eingelassen. Die achtachsige und 25 Meter breite Front zur Lohoffstraße wird nicht durch Eingänge unterbrochen (Tiefe 11,7 Meter). Die Schauseiten zu den beiden anliegenden Straßen sind in Werkstein ausgeführt, die Seiten verputzt und weiß gestrichen. Der Sockel wurde aus Herdecker Ruhrsandstein, die aufgehenden Geschosse aus Dürkheimer Sandstein hergestellt.